# روديريك ميلير
روديريك ميلير (بالإسبانية: Roderick Miller)‏ (3 أبريل 1992 ببنما في بنما - ) هو لاعب كرة قدم بنمي في مركز الدفاع. شارك مع منتخب بنما تحت 20 سنة لكرة القدم ومنتخب بنما لكرة القدم. أما مع النوادي، فقد لعب مع أتلتيكو ناسيونال وVenados F.C. ‏ وSan Francisco F.C. ‏.

## وصلات خارجية
- روديريك ميلير على موقع الاتحاد الدولي (مؤرشف)  (الإنجليزية)
- روديريك ميلير على موقع إي إس بي إن إف سي (الإنجليزية)
- روديريك ميلير على موقع قاعدة بيانات كرة القدم.إي يو (الإنجليزية)
- روديريك ميلير على موقع ناشيونال فوتبول تيمز (الإنجليزية)
- روديريك ميلير على موقع Soccerbase.com (لاعب) (الإنجليزية)
- روديريك ميلير على موقع Soccerway.com (الإنجليزية)
- روديريك ميلير على موقع عالم كرة القدم.نت (الإنجليزية)
- روديريك ميلير على موقع AS.com (الإسبانية)